# José Castillo
José Castillo Pérez (ur. 2 grudnia 2001 w mieście Meksyk) – meksykański piłkarz występujący na pozycji bocznego lub środkowego obrońcy, od 2024 roku zawodnik Guadalajary.